# تيريزا نيومان
تيريزا نيومان (9 أبريل 1898 - 18 سبتمبر 1962) متصوفة كاثوليكية ألمانية. ولدت في قرية كونيرسروث [الإنجليزية] في بافاريا بألمانيا ، حيث عاشت طوال حياتها. ولدت في عائلة كبيرة ذات دخل ضئيل. كانت عضوًا في الرهبنة الثالثة للقديس فرنسيس [الإنجليزية]

## روابط خارجية
- تيريزا نيومان على موقع الموسوعة البريطانية (الإنجليزية)
- تيريزا نيومان على موقع مونزينجر (الألمانية)